# Enrique Osses
Enrique Roberto Osses Zencovich (Santiago del Cile, 26 maggio 1974) è un arbitro di calcio cileno, internazionale dal 2005.

## Carriera
Ha iniziato ad arbitrare nel campionato di calcio cileno, arrivando a dirigere poi partite di Copa Libertadores e durante i Sudamericani Sub-20 2007 e 2009.
È considerato uno degli arbitri più severi del Cile, avendo espulso 21 giocatori in 16 partite nel 2005. Sempre nel 2005, Osses subì un'aggressione da parte del calciatore argentino Ignacio Carlos González, dell'Unión Española, che dopo aver ricevuto il secondo cartellino giallo, colpì l'arbitro al volto. González dovette poi rimanere sotto la custodia della polizia cilena per due ore.
È stato designato per due semifinali di Copa Libertadores (nel 2009 e nel 2011), mentre nell'estate 2011 è convocato in vista della fase finale di Copa América.
Nel dicembre 2011 è selezionato dalla FIFA per la Coppa del mondo per club FIFA 2011, in programma in Giappone. Nell'occasione dirige un quarto di finale, tra i tunisini dell'Espérance e i qatarioti dell'Al-Sadd.
Nell'aprile 2012 viene inserito dalla FIFA in una lista di 52 arbitri preselezionati per i Mondiali 2014.
Nel giugno del 2013 è selezionato dalla FIFA per prendere parte alla Confederations Cup in Brasile. Nell'occasione viene designato per una partita della fase a gironi, e successivamente per una delle due semifinali, quella tra Brasile ed Uruguay.
Il 15 gennaio 2014 viene selezionato ufficialmente per i Mondiali 2014 in Brasile.
Ai mondiali in Brasile viene impiegato in due gare della fase a gironi: Costa d'Avorio-Giappone e successivamente Italia-Costa Rica.
Nel dicembre del 2014 è selezionato dalla FIFA per prendere parte alla Coppa del mondo per club 2014 in Marocco. Nell'occasione, dirige una delle due semifinali.